# Marc Polmans
Marc Polmans (ur. 2 maja 1997 w Amanzimtoti) – australijski tenisista.

## Kariera tenisowa
Jako junior Polmans wygrał Australian Open 2015 w konkurencji gry podwójnej chłopców, w której jego partnerem był Jake Delaney. W meczu mistrzowskim pokonali Huberta Hurkacza i Alexa Molčana wynikiem 0:6, 6:2, 10–8.
Zawodowym tenisistą Polmans jest od 2015 roku.
Wygrał trzy turnieje o randze ATP Challenger Tour w grze pojedynczej.
W styczniu 2017 zagrał, dzięki otrzymaniu dzikiej karty, razem z Andrew Whittingtonem w turnieju deblowym Australian Open. Australijska para osiągnęła półfinał po wyeliminowaniu m.in. w ćwierćfinale Pierre’a-Huguesa Herberta i Nicolasa Mahuta (nr 1. w rozstawieniu). Mecz o udział w finale przegrali z Henrim Kontinenem i Johnem Peersem.
W rankingu gry pojedynczej najwyżej był na 116. miejscu (12 października 2020), a w klasyfikacji gry podwójnej na 68. pozycji (16 października 2017).

### Finały juniorskich turniejów wielkoszlemowych

#### Gra podwójna (1–0)
| Końcowy wynik | Nr | Data             | Turniej                    | Nawierzchnia | Partner      | Przeciwnicy                | Wynik finału   |
| ------------- | -- | ---------------- | -------------------------- | ------------ | ------------ | -------------------------- | -------------- |
| Zwycięzca     | 1. | 30 stycznia 2015 | Australian Open, Melbourne | Ceglana      | Jake Delaney | Hubert Hurkacz Alex Molčan | 0:6, 6:2, 10–8 |

### Zwycięstwa w turniejach ATP Challenger Tour w grze pojedynczej
| Końcowy wynik | Nr | Data                 | Turniej      | Nawierzchnia | Przeciwnik       | Wynik finału     |
| ------------- | -- | -------------------- | ------------ | ------------ | ---------------- | ---------------- |
| Zwycięzca     | 1. | 11 lutego 2018       | Launceston   | Twarda       | Bradley Mousley  | 6:2, 6:2         |
| Zwycięzca     | 2. | 24 marca 2019        | Zhangjiagang | Twarda       | Lorenzo Giustino | 6:4, 4:6, 7:6(4) |
| Zwycięzca     | 3. | 27 października 2019 | Traralgon    | Twarda       | Andrew Harris    | 7:5, 6:3         |